# Długie, gorące lato
Długie, gorące lato (ang. The Long, Hot Summer) – amerykański film fabularny z 1958 roku w reżyserii Martina Ritta. Scenariusz oparty został na motywach dwóch opowiadań i fragmentu powieści Williama Faulknera.

## Fabuła
Will Varner jest zarządcą małego miasta w stanie Missisipi. Lekkomyślność jego syna doprowadza go do złości, gdy dowiaduje się, że przekazał on prawa własności komuś obcemu. Mężczyzna postanawia doprowadzić do ślubu swojej córki z nowym właścicielem miasta. 

## Obsada
- Paul Newman - Ben Quick
- Joanne Woodward - Clara Varner
- Anthony Franciosa - Jody Varner
- Orson Welles - Will Varner
- Lee Remick - Eula Varner
- Angela Lansbury - Minnie Littlejohn
- Richard Anderson - Alan Stewart
- George Dunn - Peabody
- Sarah Marshall	- Agnes Stewart
- Mabel Albertson - Mrs. Stewart
- Jess Kirkpatrick - Armistead
- J. Pat O'Malley - Ratliff
- Bill Walker - Lucius

## Nagrody i nominacje
11. MFF w Cannes (1958)
- Nagroda dla najlepszego aktora - Paul Newman